# Liberata i Faustyna

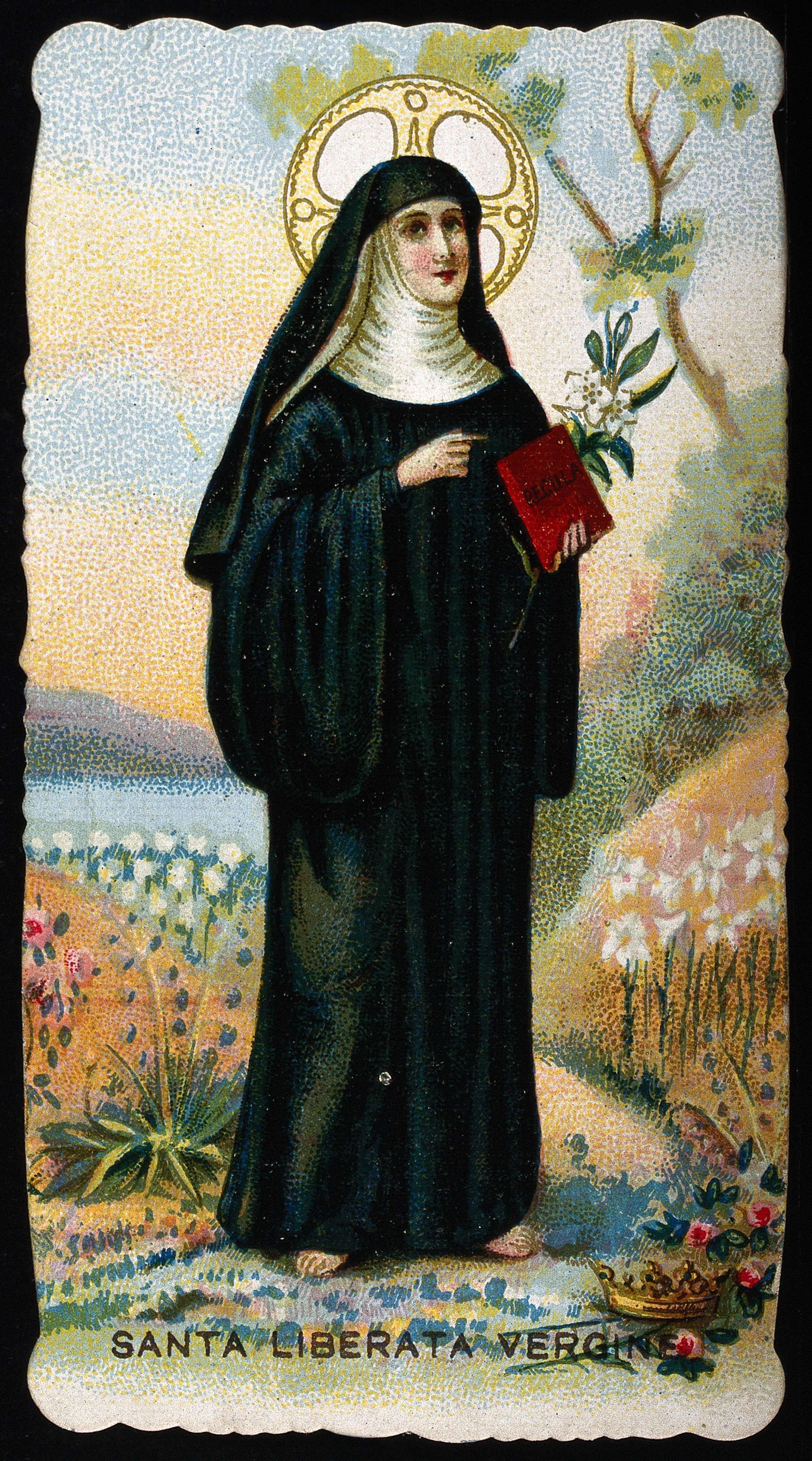
Tradycyjne przedstawienie św. Liberaty

Święte Liberata i Faustyna z Como (zm. ok. 580 w Como) – włoskie zakonnice benedyktyńskie, dziewice i pustelnice, święte Kościoła katolickiego. Założycielki klasztoru w Como.

## Życiorys
Liberata i Faustyna były rodzonymi siostrami spod Placencji. Ojciec chciał je wydać za mąż, jednak one pod wpływem wizji, opuściły dom rodzinny i zostały pustelnicami. Dwa lata później przybyły do Como, gdzie wstąpiły do zakonu benedyktynek. Tam też założyły klasztor. Zmarły w opinii świętości około 580 roku, a potem czczone były w całej diecezji mediolańskiej. W czasie rządów biskupa Grimoldiego (1096-1125) oraz w r. 1317 dokonywano uroczystych translacji ich relikwii. 
Kult świętej Faustyny i Liberaty jest odosobnionym zjawiskiem w dolinie Camonica, gdzie uważa się, że dzięki ich wstawiennictwu udało się zapobiec powodzi.
Wspomnienie przypada na 18 stycznia. Liberata i Faustyna były przywoływane jako patronki kobiet ciężarnych i w połogu.